# هاينز جوديريان
هاينز جوديريان (بالألمانية: Heinz Guderian) (17 يونيو 1888-14 مايو 1954) ضابط ألماني خلال الحرب العالمية الثانية. عُرف بكونه أحد روّاد نظرية الحرب المدرعة، وتأييده لمكنكة الفيرماخت (الجيش الألماني) وإعطاء دور أكبر للدبابات فيه. كان لنظرياته تأثير كبير في بناء الجيش الألماني، حيث بُنيت تحت إشرافه الفرق المدرعة في الجيش.
كقائد عسكري أثبت نجاحه خلال الحرب العالمية الثانية في حملات عديدة. ورُقّي لمراكز مختلفة حتى عُين قائدًا لأركان الجيش في آخر سنوات الحرب.

## نظريته العسكرية
كان جوديريان متأثراً بالسلاح الجديد الدبابة الذي استخدمه الحلفاء في الحرب العالمية الأولى، وفي عام 1937 كتب جوديريان كتابه احذروا الدبابة! الذي أشار فيه إلى الدور الذي يجب على الدبابة أن تلعبه في الحروب المستقبلية.
في الحرب العالمية الأولى سنحت له فرصة مشاهدة سلاحاً حديثاً الذي سرعان ما فتنه: الدبابات البريطانية.

هذا الاختراع الإنكليزي الجديد، لم يكن له في الواقع أهمية حربية حاسمة، ولكن غودريان فكر وأعاد الأمر إلى أن الإنكليز ومن بعدهم الفرنسيون، أساؤوا استخدام هذا السلاح ومارسوا أخطاء تكتيكية فادحة، عند استخدام هذا الوحش الحديدي، فالضابط الشاب (غودريان) أكتشف فوراً قيمة سلاح المدرعات، المهم ضرورة استخدامها بصورة صحيحة، وألمانيا لم يكن لديها في الحرب سوى القليل من الدبابات، ولم تعتمد عليها إلا نادراً ولم تصنع إلا القليل منها.

لم تعقد السخرية من الدبابات نفسية الضابط الشاب غودريان وولعه بالمدرعات. وبعد أو وضعت الحرب أوزارها، ومكنت الحلفاء المنتصرين ولم تسمح لألمانيا سوى بجيش لا يزيد تعداد أفراده على 100 ألف رجل، وبدون صناعة أسلحة حديثة، كالطائرات أو المدرعات، ولكن على الرغم من ذلك، أنهمك غودريان بسلاح المدرعات، فكتب المقالات، وسعى لإيجاد المؤيدين لفكرته، ضمن الجيش الإمبراطوري، وكان ذلك (الترويج لفكره) أسهل من القيام به، لأن ألمانيا كانت قد تخلفت ليس في تطور بريطانيا وفرنسا، لذلك كانت أفكاره تلاقي في قيادة الجيش بالسخرية.

ولا سيما كان في المناورات في غياب الدبابات الحقيقية، (استخدمت الدمى كهياكل وشواخص)، وغودريان والمنظرين، لم يكونوا قد شاهدوا دبابة من قبل، ولم تأتي الدبابات إلا عام 1929، ولكن غودريان لم يدع روحه تتأثر بهذه الأفكار والمعارضة، خاصة عندما استخدمت الدمى في غياب الدبابات في المناورات الفعلية.
وكان قد رقي إلى رتبة ميجور (رائد) ورئيس لدائرة المركبات في وزارة الدفاع الإمبراطوري في العاصمة برلين، وأصبحت لديه فرص أكبر لمواصلة مشروعه لتأسيس قوات مدرعة، وخصوصا عندما وجهه رئيسه أوزوالد (كان لوتز أيضا من المؤيدين المتحمسين لسلاح الدبابات) بصناعة دبابة جديدة.

ليس قبل نهاية عقد العشرينات، ابتدأ في الجيش الإمبراطوري إعادة النظر تدريجيا في النظريات والعقائد، وقاد بعض النماذج من المدرعات التي دعيت (1PzKpfw)، دعيت أيضا أيضا (Krupp Sport) – ولكنها لم تثبت كسلسلة إنتاج سوى في عام 1933. ولكن على الرغم من إعادة التسليح السرية لجيش الامبراطورية، التي ابتدأت بعد وصول هتلر إلى السلطة، واستلامه قيادة الجيش، وكانت بريطانيا وفرنسا حتى عام 1935 ما تزال متقدمة تكنولوجيا كثيرا. وحاول (غودريان) بكتابه «الانتباه، دبابة» (Achtung Panzer) الترويج لفكرة الدبابة وجعلها شعبية.

مع بدء الحرب العالمية الثانية، في 1 / أيلول ــسبتمبر / 1939 بدا الوضع بدا بالفعل مختلفاً. إذ كان الجيش الألماني يمتلك الآن أكثر من 2900 دبابة. كما ثبت أن هذا السلاح كان مناسباً جداً لاستراتيجية هتلر «الحرب الخاطفة» (Blizkrieg).

بعد بولندا، وفي أوائل صيف عام 1940 كانت فرنسا قد هزمت في غضون أسابيع قليلة، وهنا أدرك هتلر أنه يدين بهذه الانتصارات إلى جنراله المدرع هاينز غودريان الذي أجتاح بدباباته فرنسا المضطربة، واعترافاً بهذا المنجزات، أعطاه "الزعيم" وسام الفارس الصليبي الحديدي" وتصاعدت شعبياً مكانة غودريان ما أطلق عليه عند الشعب " هاينز السريع ".

مع الهجوم على الاتحاد السوفيتي في 22 حزيران، 1941، بدا وكأن النجاحات تعيد نفسها، هب الجيش الألماني يمضي قدماً بخطوات غاضبة. ولكن، مع تغير الطقس وبدء موسم الأمطار في الخريف، لم يكن هناك أمام دبابات غودريان من بد، ولا تختلف في ذلك عن غيرها من فروع الجيش الألماني: بقوا عالقين في مستنقع عميق من الطين والوحل.

وعندما حل فصل الشتاء بدرجات الحرارة المتجمدة، وهطول الكثير من الثلوج، أصبح الموقف مأساوياً، كانت الحالة مأساوية. وفي 5 / كانون الأول / ديسمبر / 1941 كان على غودريان إيقاف هجومه على تولا. في رسالة لزوجته يكتب قائلاً: ولكن ضد الطقس، في أراضي غير مزروعة لا نهاية لها".

أنه يشتبك الآن مع قادة الحرب الكبار، أدولف هتلر. فقد أصيب غودريان بالذهول من خططهم في الهجوم على أوكرانيا، وبعد ذلك المضي قدما نحو موسكو. وبهذه الاستراتيجية انزلقوا في «هاوية وحشية». وفي القيادة العسكرية (بما فيهم هتلر)، اعتبروا أن أي انسحاب غير وارد، حتى لو كان تكتيكياً.

«أنا نفسي لم أكن أعتقد يمكن أن بوسع أحد أن يضيع سدى، بالعناد موقفاً عسكرياً رائعاً خلال شهرين أثنين، إذا كان ممكناً أتخاذ القرار في وقته الصحيح، وقت لاتخاذ قرار إلغاء الهجوم والتموضع في فصل الشتاء في خط دفاع مناسب ومريح، ولا يمكن أن يحدث أي شيء خطير»، يكتب غودريان مرة أخرى إلى زوجته. وبعد عدة ساعات من المناقشة مع هتلر، طلب منه الاستقالة، واستجاب هتلر لطلبه.

ولكن في السنوات اللاحقة، تدهورت حالة الحرب من وجهة النظر الألمانية، وتواصلاً بعد الهزيمة في ستالينغراد في كانون الثاني / يناير / 1943 استدعى هتلر غودريان واستقبله بهذه الكلمات: «أنا بحاجة لك» وعينه بمنصب المفتش العام للقوات المدرعة. وبعد المحاولة الفاشلة لاغتيال هتلر في 20 / تموز ــ يوليه / 1944، عينه رئيساً لأركان الجيش.

ولكن في هزيمة الحرب التي كانت تلوح في الأفق، لم يكن بوسع غوديان، أن يغير شيئاً، ولا الدبابات الممتازة المتطورة تكنيكياً من طراز (Tiger) النمر أو (Panther) الفهد يمكن أن تغير شيئا ومع المستجدات المتلاحقة، صرف هتلر غودريان من الخدمة في مارس / 1945.

وقع غودريان في الأسر، ولكن أطلق سراحه 1948، وفي وقت لاحق كتب مذكراته التي حاول فيها أن يمنح انطباعا بأن الجيش الألماني كان في حالة حرب نظيفة (على خلاف وحدات ال " SS مؤكداً الفكرة المعروفة بأنه كان أب لقوة المدرعات الألمانية، وهذه الصورة يستحقها، حتى لو كان هناك ضباط آخرين، والذين بدونهم لكان قد حقق هدفه في وقت لاحق لما حدث في الواقع على الأقل.

## سنوات الانتصار
- قاد جوديريان أثناء غزو بولندا عام 1939 الفيلق التاسع عشر الذي استولى على برست ليتوفسك Brest-Litovsk.
- قبل غزو فرنسا ساعد جوديريان القائد إريش فون مانشتاين في إعداد الخطة التي أدت في النهاية إلى هزيمة الحلفاء واحتلال فرنسا عام 1940، وكان جوديريان نفسه قائداً للفيلق التاسع عشر الذي كانت مهمته اختراق غابة الأردين وعبور نهر الموز Meuse وأدى فيلقه هذه المهمة بنجاح، وكان أول فيلق يصل البحر عند نويل Noyelles في 20 مايو 1940.
- ضمن ما عُرف باسم عملية بارباروسا الهادفة لغزو الاتحاد السوفيتي قاد جوديريان المجموعة المدرعة الثانية ضمن مجموعة الجيش الوسطى، وأدى المهمة بنجاح كباقي القادة أول الأمر، لكن مع قدوم الشتاء تباطأ التقدم، واختار جوديريان إيقاف الهجوم متحدياً أدولف هتلر مما أغضب هتلر فأمر بعزله.
- في سبتمبر 1942 عندما كان إيرون رومل قائد قوات المحور في شمال أفريقيا في ألمانيا لغرض الاستشفاء، اقترح اسم جوديريان للقيادة العليا الألمانية باعتباره الشخص الوحيد القادر على أن يحل محله في أفريقيا، وجاء الرد في نفس الليلة:«جوديريان غير مقبول».

## سنوات الهزيمة
- في فبراير 1943 بعد أيام على الهزيمة في معركة ستالينغراد استدعي جوديريان ليكون مفتشاً عاماً لجنود القوات المدرعة، خصوصاً وأن هناك أنواعاً جديدةً من الدبابات تم إنتاجها، ولا خلاف على خبرته في مجال المدرعات.
- في يوليو عام 1944 عُيِّن رئيساً لأركان الجيش الألماني، واعترض على استحياء عملية الهجوم الجديدة على غابة الأردين فيما عُرف باسم معركة الثغرة.
- عُزل في النهاية في 28 مارس 1945، ثم أُلقي القبض عليه في 10 مايو 1945، بعد أيام من نهاية الحرب في أوروبا.

## الصفات الشخصية
كان غودريان يتمتع بالكثير من الثقة بالنفس، وبموهبة التعبير عن نفسه وقدراته، لذلك لم وجد نفسه قادراً أن يقوم بتأليف كتابين شرح فيهما آراؤه في أن الدروع سيكون لها الدور الأهم في الحرب القادمة.

وكان كتابه «القوات المدرعة وتفاعلها مع غيرها من الأسلحة» للعام 1937. الذي أصدره غودريان واهتم به العسكريون المختصون، كما لجمهوره الذي غدا واسعاً، ثم أصدر في نفس العام كتابه «أنتباه دروع ..»، الذي ترجم فورا إلى اللغة الإنكليزية. في ذلك طرح الأمر على النحو التالي: «إن محرك الدبابة هو أيضا سلاح كما البندقية».

منذ عام 1938 كان غودريان قائد سلاح المدرعات، العام للقوات المدرعة وقائد فيلق و «قائد القوات السريعة». في الحملة البولندية، التي حصل فيها على لقب «هاينز السريع» (Der schnelle Heinz).

في الحملة الفرنسية كانت هجماته حاسمة للحرب. أصبح الجنرال واحداً من أكثر الضباط شعبية، ولقب أيضاً «المشير: إلى الأمام» للرايخ الثالث.
وكالجنرال الذي يصغره بثلاث أعوام أروين رومل، كان غودريان يقود قواته من الأمام، متحملاً المخاطر الكبيرة، لكن ليس كالجنرال المفضل لهتلر، وقال إنه لم يعمل على الضد من التقاليد العسكرية كما يفعل رومل في مناوراته مع فيلقه (فرقة الأشباح).

على العكس من ذلك، ظل غودريان في قلب المبادئ التي تعلمها في المدرسة الرئيسية للمتدربين (المدرسة العسكرية للضباط) برلين ــ ليشترفيلدة (Haupt kadettenanstalt Berlin-Lichterfelde) أراد بالأشتراك مع أريش فون مانشتاين وضباط آخرين من الرتب الرفيعة، القيام بحركة الاحتجاج على هتلر، عندما وجهه هتلر في نهاية نوفمبر 1939 مناقشات كلامية ضد قيادات وجنرالات الجيش الألماني.

لكن نصف الجيل القديم من الضباط القادة (برتبة فريق) كما غيرد رونشتاد وفيلهلم ريتر فون ليب رفضوا. وأخيرا أبلغ غودريان شخصيا هتلر، أنه يعتبر المزاعم ضد القادة كإهانات، وكان أمراً مدهشاً أن يقبل هتلر هذه الملاحظة.

وبعد الانتصار على فرنسا هبت موجة مطالبة هائلة، ومست الجيش رقي غودريان إلى رتبة فريق أول، فلم يكن مقدراً له أن يبلغ رتبة أعلى، وبقيت رتبة جنرال فيلد ماريشال (Geralfelmarschall) بعيدة عنه.

## العلاقة مع هتلر
خلال الأشهر الستة الأولى من الحملة الشرقية تمكن غودريان من تسجيل نجاحات كبيرة مع فرقته المدرعة الثانية خصوصاً معارك الحصار في الجبهة السوفيتية الغربية، وفي ديسمبر / كان الأول / 1941 توترت العلاقة مع هتلر، وأقيل غودريان لأنه تجاهل أوامر هتلر بعدم إيقاف القتال، وبرر غودريان " أنه ينبغي الحفاظ قدر الإمكان على القوات المدرعة، لكي تستطيع دعم الجيش في مواجهة المخاطر التي تواجهه بفقدان الأراضي.
وأوضح من ذلك ما سجل للقوات البرية القطاع الأوسط في " يوميات الحرب " التي سجلها غودريان حيث نقلت الصحيفة عنه قوله: "أنا على استعداد لاستقبال هذه الأوامر وتحديد الملفات. لست مستعداً لأكثر من ذلك حتى بمواجهة خط المثول أمام محكمة ميدان عسكرية.
لأن هتلر كان يريد بأي ثمن تجنب تعريض سلطته لأي ضرر، فأقدم ببساطة على إقالة غودريان ونصف دزينة من الجنرالات الآخرين، واتهمه خبراء المدرعات، بأنه كثير الشفقة على جنوده، ووضعه هتلر في الاحتياطي القريب (احتياط الخط الأول) في برلين.
كان هذا الإجراء حتى بالنسبة لجوزيف غوبلز (وزير الدعاية) مفاجئاً، وبعد حوالي أربعة أسابيع علم وزير الدعاية التفاصيل: " لقد أوضح لي الزعيم " هتلر " لماذا أقال غودريان، إنه لم يطع الأوامر، كان عليه أن يعلم أفضل من قوانين الخدمة، أن الزعيم (هتلر)
، أريد أن أعرف أفضل من سلطته العليا، والزعيم هو من رأي، والتي هي في رأيي صواب تماما، وذلك في أزمة الطاعة هو القانون الأسمى «. والزعيم يمثل الموقف الأصح تماماً، إنها أزمة الطاعة، وهي القانون الأعلى».

طار الفريق أول هاينز غودريان، قائد الفيلق المدرع الثاني، بتاريخ 20 / كانون الأول ــ ديسمبر / 1941 من الجبهة الشرقية إلى مقر الفوهرر لإقناع هتلر بالقيام بالانسحابات الضرورية، في حالات الضرورة التي يمليها طقس الشتاء، الطين والانجماد والثلوج، التي جعلت من الفرق الألمانية غير قادرة على الحركة تقريباً، والنقص في المقرات، والألبسة الشتوية، قادت إلى حالات انجماد صعبة في القطعات. ولكن محاول غودريان إقناع هتلر فشلت : وفي اليوم الثاني لعيد الميلاد، استبعد عن قيادة الفيلق وأحيل إلى أحتياط القائد العام .

غودريان سجل في ذكرياته حواره مع هتلر «مذكرات جندي»:

بدأت مداخلتي بوصف للموقف العملياتي للفيلق المدرع الثاني والفيلق الثاني. ثم ذهبت إلى مقصدي، أن ينسحب كلا الجيشين جزئياً إلى مواضع سوشا ــ أوكا .

كنت مقتنعا أن هتلر يعلم الأمر، ولكن دهشتي كانت كبيرة، عندما صرخ بشدة : «لا، أنا أمنع ذلك ..!».

وأبلغته أن الحركة ربما تكون قد بدأت وعلى طول ما يسمى خط النهر لا توجد مواضع صالحة، وإذا كان عازماً على إيقاف القوات، فإنه لا خيار آخر لديه.

هتلر : «إذن عليكم أن تعضوا الأرض، وتدافعون عن كل متر مربع».

أنا: "إن العض في الأرض لم يعد ممكنا في أي مكان، لأن الأرض متجلدة بعمق متر إلى متر ونصف، وبأدوات حفر الخنادق الرديئة التي بحوزتنا لا نبلغ حتى سطح الأرض.

هتلر: "إذن عليكم لديك إطلاق النار بالمدفعية الثقيلة على المواقع المطلوبة لتحفرها، لقد فعلنا ذلك في الحرب العالمية الأولى في الفلاندرز.

أنا : «في الحرب العالمية الأولى كانت فرقنا في فلاندرز بعرض من 4-6 كم ودفاعاتها كانت 2 إلى 3 من بطريات مدافع الهاوتزر الثقيلة مع ذخيرة وفيرة نسبيا. وفرقتي عليها الدفاع عن 20 إلى 40 كم عرض جبهة ولدي فرقة أخرى مع 4 مدافع هاوتزر ثقيلة، ومع كل منها 50 قنبلة، وإذا قررت استخدامها لإطلاق النار النطاط منها، سوف لن يحدث لدي سوى أحواض حولها بقع سوداء، ولكنها سوف لن تساعدني أبداً في تكوين موضع دفاعي. في الفلاندرز لم تهبط درجات الحرارة إلى هذا القدر، كما نحن نعيشها الآن. أنا في حاجة إلى الذخيرة للدفاع ضد الروس، ولا نتوافر لا حتى على أعمدة وقضبان لمد خطوط الهاتف في الأرض، ومن أجل حفر الأرض نحتاج إلى متفجرات، فمن أين نجلب المتفجرات وبمقادير كبيرة من أجل حفر مواضع دفاعية».

ولكن هتلر أصر وواصل قراره وضرورة أتباع أوامره.

أنا: "إذن هذا يعني الانتقال إلى حرب المواضع، في ارض لا تناسبنا تضاريسها وظروفها، أي كما حدث في الجبهة الغربية في الحرب العالمية الأولى، وسنقدم نفس الخسائر الهائلة في المعدات والأفراد، دون أن يكون هناك قتال من أجل الحسم. والآن في هذا الشتاء وبسبب هذا التكتيك قدمنا حتى الآن داء وتضحيات، من الضباط والجنود، وهي تضحيات بلاد فائدة.

هتلر: «هل تعتقد أن مشاة فريدريك الكبير كان يود أن يلقوا حتفهم بسرور ؟ هم كانوا أيضاً يريدون أن يعيشوا، ولكن كان أيضاً من حق الملك مطالبتهم بالتضحية بحياتهم، وأنا أيضاً من حقي أن أطالب كل جندي ألماني بالتضحية بحياته».

أنا : " كل جندي ألماني يعلم أنه في هذه الحرب يقدم حياته من أجل الوطن، وأن جنودنا قد أثبتوا إلى حد الآن أنهم على استعداد للقبول بهذه التضحية، ولكن ينبغي المطالبة بهذه التضحية فقط عندما تكون في الميدان والعمل المستحق، ولكن الأوامر التي عندي ستقود إلى خسائر لن تؤدي بحال إلى نتائج مستحقة، وأرجو ان نتذكر، أن ليس العدو وحده هو ما تسبب بخسائر دماء كثيرة، ولكن أيضاً هذا البرد الغير الطبيعي الذي كلفنا ضعف خسائرنا من نيران العدو، ومن يشاهد المتجمدين في المستوصف يعلم ما يعني ذلك ". ".

هتلر: «إنك تدع نفسك تتأثر كثيراً من معاناة الجنود وآلامهم، أنك متأثر بمعاناتهم».

أنا : «هذا بديهي وهو من واجباتي والتزامي أن أبلغ عن معاناة جنودي، بقدر ما أستطيع، ولكنه أمر صعب عندما لا يجد الرجال حتى الآن الملابس الشتوية، وجنود المشاة في غالبيتهم يتجولون في سراويل مثقوبة».

هتلر مقاطعأ : «هذا غير صحيح، وقد أبلغني مدير التموين العام أنه قد تم تعيين الملابس الشتوية ..».

أنا : إنها مكدسة في محطة قطار وارسو، وهي هناك منذ أسابيع بسبب نقص في القطارات، وكون الطرق غير سالكة، وطلباتنا في سبتمبر / أيلول، وأكتوبر / تشرين الأول رفضت بفضاضة، وها أن الوقت قد تأخر الآن ".

وعندما استدعي مدير التموين العام، أكد ما طرحت. وكانت نتيجة لهذه المناقشة واستدعاء مدير التموين، تكليفه بخياطة ملابس لغوبلز (وزير الدعاية) لأعياد الميلاد ورأس السنة الميلادية 1941، ولم تصل الملابس لأيدي الجنود.
بعد تناول الطعام، استأنفنا الحديث، اقترحت : توجيه ضباط الأركان العامة للجيش والقوات المسلحة، (OKH) و (OKW) الذين يعيشون الحرب في المقرات قائلاً : «من ردود أفعال القيادة العامة للجيش والقوات المسلحة، أستنتجت الانطباع، أن تقاريرنا وتبليغاتنا لا ترسل بطريقة صحيحة، وكنتيجة لهذا لا تصل لا يجري العمل بصورة صحيحة، لذلك أجد من الضروري، أن يجري وضع ضباط الأركان في القيادة العامة للجيش، والقيادة العامة للقوات المسلحة، وهناك في هذين الموقعين، ضباط لم يشاهدوا الجبهة منذ بدء الحرب، أكثر من عامين.».

أجاب هتلر بسخط : «لا يمكنني الآن أن أعزل نفسي من محيطي».

أنا : «وأنت أيضاً لا تحتاج لأن تتدرب مع معاونيك الشخصيين، ومن المهم أن يكون لديك هيئة ركن من ضباط موثوقين ممن يمتلكون تجارب جبهة حديثة، لا سيما في حرب الشتاء.».

وحتى هذا الاقتراح رفضه هتلر بفضاضة.

ولكن يبدو أن استياء الديكتاتور من غودريان قد هدأ إلى حد كبير وعن ذلك يقول غوبلز : «إنه يريد أن يتعبه لبضعة أسابيع، ومن ثم يعيد استخدامه من جديد». وفي الواقع، طالت الإجازة القسرية لمدة سنة ونصف، سوف لن يولى غودريان بعدها أبداً قيادة قوات. وفي نيسان ــ مارس / 1943 أصبح مفتشاً لسلاح المدرعات، وبالتعاون مع وزير التسلح ألبرت شبير كان عليه أن يتولى رفع الإنتاج والإنتاجية وقدرات المدرعات الألمانية.

وكان هتلر قبل ذلك قد أبلغ غودريان أن يريد أن يمنحه (هدية فرسان) أملاك في دايبنهوف غرب بولونيا، وتسمى حالياً فارته لاند وكانت قيمتها آنذاك تبلغ 1,2 مليون من الماركات، بالإضافة إلى راتبه الأساسي الذي كان يبلغ 24,000 مارك سنوياً، وكان غودريان يتقاضى نفس المبلغ، كما غيره من كبار الجنرالات، من مخصصات هتلر السرية، وهي هذه المرة معفاة من الضريبة.

وكان لهذه الفضائح المالية نتائجها النجاح: رفض غودريان الاستجابة لجميع محاولات جس النبض من المقاومة (المعارضة) العسكرية. ولكنه بالمقابل لم يقدم على خيانة زملائه من الضباط الصغار (ممن فاتحوه بالانضمام لعمل عسكري ضد هتلر).

بعد 20 / تموز ــ يوليو / 1944 (محاول اغتيال هتلر والانقلاب) عيّن هتلر غودريان بموقع رئيس هيئة الأركان العامة، ولكنه كان منذ فترة طويلة لم يكن قد مارس العمل بمواقع مؤثرة. ومع ذلك، تقدم غودريان بالشكر لهذا التعين، وقدم اعترافا واضحاً والتزاما لنظام هتلر وهو ما جاء في أوامر الجيش اليومية، في 25 / آب ــ أغسطس/ 1944 بقوله وتأكيده : «لا يوجد مستقبل للرايخ من دون الاشتراكية القومية» (الحزب النازي).

وعندما ابتدأت المعارك النهائية، أعفى هتلر في نهاية آذار ــ مارس / 1945 «هاينز السريع» للمرة الثانية والأخيرة.

## وفاته
بعد الحرب كتب جوديريان مذكراته ثم توفي عام 1954 في شفانغاو Schwngau في ألمانيا الغربية.

## روابط خارجية
- هاينز جوديريان على موقع الموسوعة البريطانية (الإنجليزية)
- هاينز جوديريان على موقع مونزينجر (الألمانية)
- هاينز جوديريان على موقع إن إن دي بي (الإنجليزية)